# Lista de vice-prefeitos de Salvador
Esta é a Lista de vice-prefeitos de Salvador, capital do estado da Bahia.
A atual titular do cargo é Ana Paula Matos, filiada ao Partido Democrático Trabalhista, eleita em 2020 na chapa de Bruno Reis e reeleita para o mesmo cargo em 2024, também na chapa encabeçada por ele, se tornando a mulher com mais tempo no poder executivo da capital da Bahia.
O cargo fora anteriormente ocupado por duas outras mulheres, Célia Sacramento (PV) entre 2013 e 2016 e Beth Wagner (PPS) entre 1993 e 1996.

## Vice-prefeitos
| N.º                              | Vice-prefeito (a)                | Imagem                           | Partido                          | Partido                                          | Prefeito (a)                         | Início do Mandato                             | Fim do Mandato                                | Notas e Referências                         |
| Nova República (1985-atualidade) | Nova República (1985-atualidade) | Nova República (1985-atualidade) | Nova República (1985-atualidade) | Nova República (1985-atualidade)                 | Nova República (1985-atualidade)     | Nova República (1985-atualidade)              | Nova República (1985-atualidade)              | Nova República (1985-atualidade)            |
| -------------------------------- | -------------------------------- | -------------------------------- | -------------------------------- | ------------------------------------------------ | ------------------------------------ | --------------------------------------------- | --------------------------------------------- | ------------------------------------------- |
| 1.º                              | Marcelo Ferreira Duarte          |                                  |                                  | Partido do Movimento Democrático Brasileiro PMDB | Mário Kertész (PMDB)                 | 1.º de janeiro de 1986                        | 31 de dezembro de 1988                        | Vice-prefeito eleito em sufrágio universal. |
| 2.º                              | Waldir Régis                     |                                  |                                  | Partido do Movimento Democrático Brasileiro PMDB | Fernando José (PMDB)                 | 1.º de janeiro de 1989                        | 31 de dezembro de 1992                        | Vice-prefeito eleito em sufrágio universal. |
| 2.º                              | Waldir Régis                     | Partido Social Democrático PSD   |                                  |                                                  | Fernando José (PMDB)                 | 1.º de janeiro de 1989                        | 31 de dezembro de 1992                        | Vice-prefeito eleito em sufrágio universal. |
| 3.ª                              | Beth Wagner                      |                                  |                                  | Partido Popular Socialista PPS                   | Lídice da Mata (PSDB)                | 1.º de janeiro de 1993                        | 31 de dezembro de 1996                        | Vice-prefeita eleita em sufrágio universal. |
| 4.º                              | Marcos Medrado                   |                                  |                                  | Partido Progressista Brasileiro PPB              | Antônio Imbassahy (PFL)              | 1.º de janeiro de 1997                        | 31 de dezembro de 2000                        | Vice-prefeito eleito em sufrágio universal. |
| 4.º                              | Marcos Medrado                   |                                  | Partido Progressista PP          | 1.º de janeiro de 2001                           | Antônio Imbassahy (PFL)              | 31 de dezembro de 2004                        | Vice-prefeito reeleito em sufrágio universal. |                                             |
| 5.º                              | Marcelo Ferreira Duarte          |                                  |                                  | Partido da Social Democracia Brasileira PSDB     | João Henrique Carneiro (PDT/PMDB/PP) | 1.º de janeiro de 2005                        | 31 de dezembro de 2008                        | Vice-prefeito eleito em sufrágio universal. |
| 6.º                              | Edvaldo Brito                    |                                  |                                  | Partido Trabalhista Brasileiro PTB               | João Henrique Carneiro (PDT/PMDB/PP) | 1.º de janeiro de 2009                        | 31 de dezembro de 2012                        | Vice-prefeito eleito em sufrágio universal. |
| 7.ª                              | Célia Sacramento                 |                                  |                                  | Partido Verde PV                                 | ACM Neto (DEM)                       | 1.º de janeiro de 2013                        | 31 de dezembro de 2016                        | Vice-prefeita eleita em sufrágio universal. |
| 7.ª                              | Célia Sacramento                 | Partido Pátria Livre PPL         |                                  |                                                  | ACM Neto (DEM)                       | 1.º de janeiro de 2013                        | 31 de dezembro de 2016                        | Vice-prefeita eleita em sufrágio universal. |
| 8.º                              | Bruno Reis                       |                                  |                                  | Partido do Movimento Democrático Brasileiro PMDB | ACM Neto (DEM)                       | 1.º de janeiro de 2017                        | 31 de dezembro de 2020                        | Vice-prefeito eleito em sufrágio universal. |
| 8.º                              | Bruno Reis                       | Democratas DEM                   |                                  |                                                  | ACM Neto (DEM)                       | 1.º de janeiro de 2017                        | 31 de dezembro de 2020                        | Vice-prefeito eleito em sufrágio universal. |
| 9.ª                              | Ana Paula Matos                  |                                  |                                  | Partido Democrático Trabalhista PDT              | Bruno Reis (DEM/UNIÃO)               | 1.º de janeiro de 2021                        | 31 de dezembro de 2024                        | Vice-prefeita eleita em sufrágio universal. |
| 9.ª                              | Ana Paula Matos                  | 1.º de janeiro de 2025           | Atualidade                       | Partido Democrático Trabalhista PDT              | Bruno Reis (DEM/UNIÃO)               | Vice-prefeita reeleita em sufrágio universal. |                                               |                                             |